# Battle Mountain, British Columbia
Battle Mountain är ett berg i Kanada.   Det ligger i provinsen British Columbia, i den centrala delen av landet, 3 300 km väster om huvudstaden Ottawa. Toppen på Battle Mountain är 2 369 meter över havet, eller 705 meter över den omgivande terrängen. Bredden vid basen är 14,4 km.
Terrängen runt Battle Mountain är huvudsakligen kuperad, men västerut är den bergig.Trakten runt Battle Mountain är nära nog obefolkad, med mindre än två invånare per kvadratkilometer.. Det finns inga samhällen i närheten.
I omgivningarna runt Battle Mountain växer i huvudsak barrskog.